# Los Angeles Dodgers
Die Los Angeles Dodgers sind ein US-amerikanisches Baseballteam aus Los Angeles. Die Dodgers spielen in der Major League Baseball (MLB) als Mitglied der West Division der National League (NL). Das Team wurde 1883 in Brooklyn gegründet. 1890 trat es der National League als Brooklyn Bridegrooms bei und besaß danach mehrere verschiedene Namen, bevor man sich 1932 endgültig auf den Namen Dodgers festlegte. 1955 gewannen die Dodgers das erste Mal die World Series.
Nach 68 Spielzeiten in Brooklyn verlegte der damalige Besitzer und Präsident der Dodgers, Walter O’Malley, die Mannschaft vor der Saison 1958 nach Los Angeles. Die ersten vier Spielzeiten spielten die Dodgers im Los Angeles Memorial Coliseum, bevor sie 1962 in ihre heutige Heimspielstätte, das Dodger Stadium, umzogen. 1959 gewannen sie die zweite World Series. Der Erfolg setzte sich in den 1960er Jahren fort, so gewann man 1963 und 1965 zwei weitere Titel. In den 1980er Jahren waren die Dodgers das einzige Team, welches mehrere Titel gewann, nachdem sie die World Series 1981 und 1988 für sich entschieden haben. Nach einer 32-jährigen Durststrecke, in der sie zwischen 2013 und 2020 acht Mal nacheinander den Divisionstitel gewannen, gewannen die Dodgers 2020 die World Series.
Die Dodgers sind mit acht World Series-Meisterschaften eines der erfolgreichsten Teams der MLB. Sie haben insgesamt 25 Titel in der National League gewonnen, mehr als jedes andere Team. Zwölf National League MVP-Preisträger, die diese Auszeichnung insgesamt 15 mal gewonnen haben, haben für die Dodgers gespielt. Acht Cy-Young-Award-Gewinner haben für die Mannschaft geworfen, so viele wie für kein anderes MLB-Team. Darüber hinaus haben die Dodgers 18 Rookie of the Year Awards gewonnen, doppelt so viele wie das Team mit den zweitmeisten. Dazu gehören vier aufeinanderfolgende Rookie of the Year-Awards von 1979 bis 1982 und fünf aufeinanderfolgende von 1992 bis 1996.
Seit 2012 sind die Los Angeles Dodgers im Besitz des Guggenheim Baseball Management und sind mit einem Wert von 3,57 Milliarden US-Dollar das zweitwertvollste Baseballteam (Stand: 2021).

## Geschichte

### Brooklyn (1883–1957)
Die Los Angeles Dogers wurden 1883 als Brooklyn Grays gegründet und waren ursprünglich in Brooklyn, New York, beheimatet. Das Team trat 1884 der American Association bei und gewann 1889 den Titel in dieser Liga. Sie waren eines von vier Teams der American Association, die im folgenden Jahr der National League beitraten. In der ersten Saison gewannen sie, als Brooklyn Bridegrooms, den Titel in der National League. Über die Jahre hinweg entwickelte sich eine natürliche Rivalität mit den New York Giants (heute San Francisco Giants) aus Manhattan, die sich zu einer der bekanntesten und dauerhaftesten Fehden im Baseball entwickelte. 1913 zog das Team in das Ebbets Field, welches bis 1957 die Heimat der Dodgers war. 1916 und 1920 gewannen die Dodgers den Titel in der National League, verloren aber beide Male die 1903 gegründete World Series, zuerst gegen Boston und dann gegen Cleveland. 1932 übernahm das Team offiziell den seit den 1890er Jahren verwendeten Spitznamen Dodgers, benannt nach den Brooklyner Fußgängern, die in der Stadt den Straßenbahnen auswichen. Zuvor war das Team unter den Namen Grays, Bridegrooms, Superbas und Robins bekannt.
1941 gewannen die Dodgers zum dritten Mal die National League, verloren jedoch gegen die New York Yankees in der World Series. Dies markierte den Beginn einer Rivalität zwischen den Dodgers und den Yankees, denn das gleiche Szenario wiederholte sich in den Jahren 1947, 1949, 1952 und 1953. 1955 gewann das Team ihren ersten World-Series-Titel, indem sie die Yankees zum ersten Mal besiegten.
In Brooklyn gewannen die Dodgers zwölfmal den Titel in der National League und zogen damit neunmal in die World Series ein: 1890 (als Brooklyn Bridegrooms), 1899 und 1900 (als Brooklyn Superbas), 1916 und 1920 (als Brooklyn Robins) sowie 1941, 1947, 1949, 1952, 1953, 1955 und 1956 (als Brooklyn Dodgers). Während dieser Zeit konnten sie nur einmal im Jahr 1955 die World Series gewinnen.

### Los Angeles (seit 1957)
Trotz der anhaltenden Beliebtheit des Teams in Brooklyn verlegte der Teambesitzer Walter O’Malley das Franchise 1958 nach Los Angeles, um von den finanziellen Vorteilen zu profitieren, die sich aus der Expansion der Major League Baseball an die Westküste ergeben würden. In der neuen Heimat fanden die Dodgers sofort Erfolg und brachen zahlreiche NL-Zuschauerrekorde in der neuen Heimspielstätte, das Dodger Stadium. Die Dodgers gewannen die World Series in den Jahren 1959, 1963 und 1965. In den 1970er Jahren gewann das Team drei Titel in der National League (1974, 1977 und 1978), konnte aber in diesem Jahrzehnt keine World Series gewinnen. Gegen Ende der Saison 1976 trat Manager Walter Alston, der das Team zu jeder der ersten vier World Series geführt hatte, zurück und wurde durch Tommy Lasorda ersetzt. 1981 erwarben die Dodgers den Pitcher Fernando Valenzuela, der als erster Spieler in der gleichen Saison sowohl den Cy Young Award als auch den Rookie of the Year Award gewann und die Dodgers zum fünften Mal zum Gewinn der World Series führte. 1988 besiegten die Dodgers die Oakland Athletics in der World Series, was der letzte Gewinn einer World Series oder eines National-League-Titels in diesem Jahrhundert war.
2008 und 2009 gewannen sie den Divisionstitel, doch in der Eigentümerschaft des Franchise herrschte große Aufregung. Eigentümer Frank McCourt reichte 2009 die Scheidung von seiner Frau Jamie ein, was einen langen und erbitterten Rechtsstreit auslöste, welcher Anteil Jamie an den Dodgers zusteht. Das langwierige Gerichtsverfahren begann die Finanzen und den Ruf des traditionsreichen Teams erheblich zu beeinträchtigen, und im April 2011 übernahm die Major League Baseball die Kontrolle über das Tagesgeschäft des Teams.  Im Mai 2012 wurden die Dodgers schließlich für 2,15 Milliarden Dollar an eine Gruppe verkauft, zu der auch der ehemalige Basketballer Earvin Johnson gehörte. Zu diesem Zeitpunkt war dies die höchste Summe, die jemals für eine Profisport-Franchise gezahlt wurde.

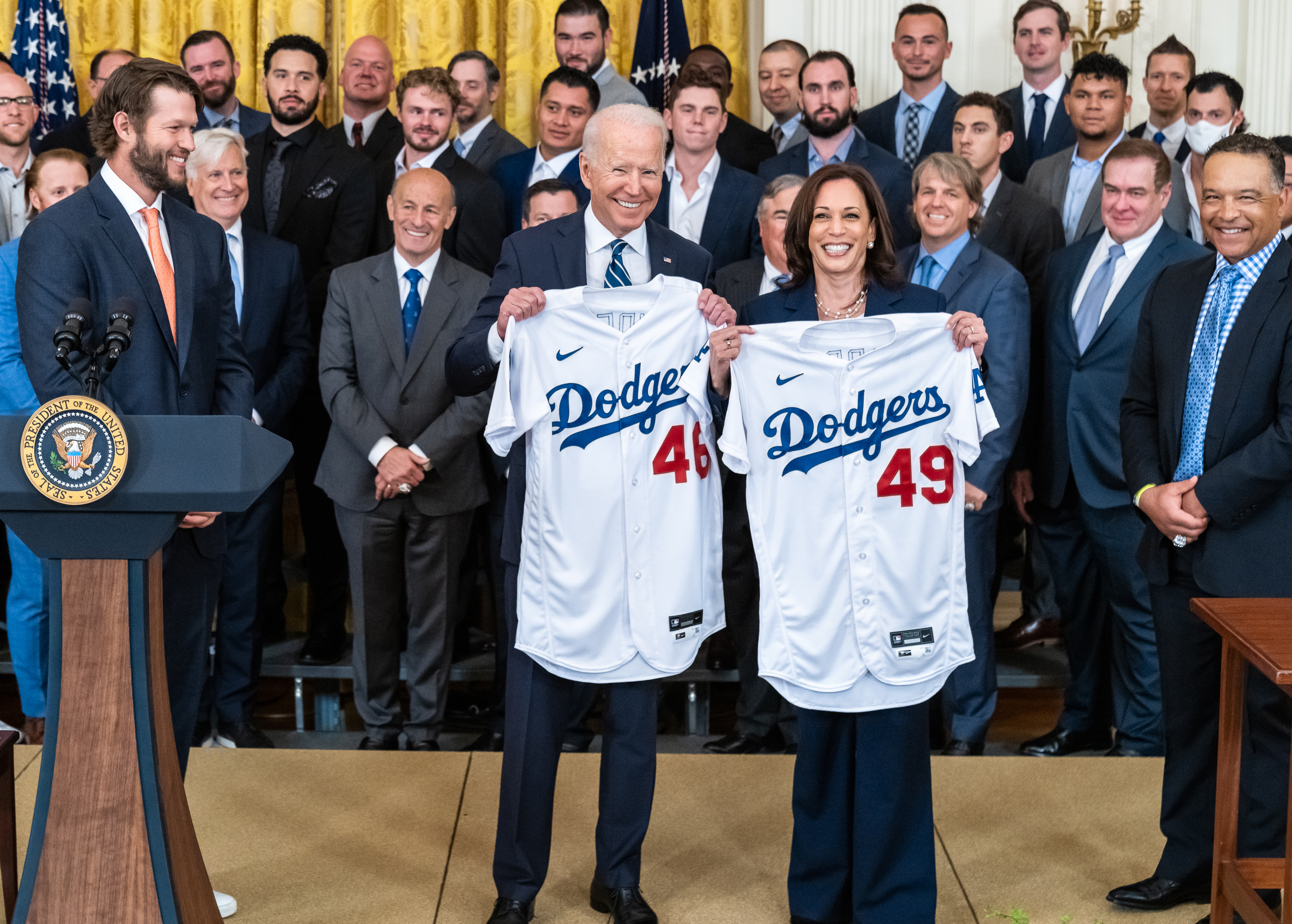
Die Los Angeles Dodgers im Weißen Haus nach dem Gewinn der World Series 2020

Unter den neuen Eigentümern gaben die Dodgers viel Geld aus und gewannen 2013 den Divisionstitel, schieden aber in der National League Championship Series aus. 2014 gewannen sie mit der höchsten Gehaltssumme im Baseball (235 Millionen US-Dollar) den Divisionstitel, erreichten die World Series aber erneut nicht. Dieses Szenario wiederholte sich auch nächstes Jahr. 2016 gewannen die Dodgers ihren vierten Divisionstitel in Folge, verlor in der NLCS jedoch gegen die Chicago Cubs. In der darauffolgenden Saison zogen sie zum ersten Mal seit 29 Jahren in die World Series ein, wo die Dodgers gegen die Houston Astros verloren. 2018 gewannen sie zum sechsten Mal in Folge den Divisionstitel, verloren in der World Series schließlich gegen die Boston Red Sox.
2019 gewannen die Los Angeles Dodgers 106 Spiele und wurden wieder einmal Divisionsmeister. Das Team scheiterte jedoch bereits in der National League Championship Series. In der Saison 2020 hatten sie die beste Bilanz in der MLB seit 1954, die jedoch aufgrund der verkürzten Saison, geschuldet der COVID-19-Pandemie, nur 43:17 betrug. In der National League Championship Series gerieten sie gegen die Atlanta Braves mit 1:3 in Rückstand, bevor sie sich erholten und die Serie in sieben Spielen gewannen. Anschließend schlugen die Dodgers die Tampa Bay Rays in sechs Spielen und gewannen nach einer 32-jährigen Durststrecke die World Series. Die Dodgers hatten 2021 eine weitere hervorragende Saison, gewannen 106 Spiele und erreichten zum neunten Mal in Folge die Playoffs. Das Team zog in die NLCS ein, wo es erneut auf die Braves traf. Diesmal mussten sie sich jedoch geschlagen geben.
In Los Angeles gewannen die Dodgers bisher ebenfalls dreizehnmal den Titel in der National League: 1959, 1963, 1965, 1966, 1974, 1977, 1978, 1981, 1988, 2017, 2018, 2020 und 2024. Den Titel in der West Division haben sie insgesamt 22-mal gewonnen, davon acht in Folge zwischen 2013 und 2020. Seit 1957 waren sie 13-mal in der World Series vertreten und haben den Titel siebenmal gewonnen: 1959, 1963, 1965, 1981, 1988, 2020 und 2024.

## Uniform
Die Uniform der Dodgers ist seit den 1930er Jahren relativ unverändert geblieben. Das Heimtrikot ist weiß, und auf der Brust ist in königlicher Schrift „Dodgers“ geschrieben. Das Auswärtstrikot ist grau mit der Aufschrift „Los Angeles“ auf der Brust. Das Wort „Dodgers“ wurde erstmals 1933 auf der Vorderseite des Heimtrikots der Mannschaft verwendet. Die Uniform war damals weiß mit roten Nadelstreifen und einem „B“ auf der linken Schulter. Die Dodgers trugen während der gesamten Saison 1937 grüne Uniformen und grüne Mützen, kehrten aber im folgenden Jahr zu blau zurück. Das aktuelle Design wurde 1939 geschaffen und ist seitdem fast unverändert geblieben. 2018 trugen die Dodgers einen Aufnäher zum 60-jährigen Jubiläum in Los Angeles.

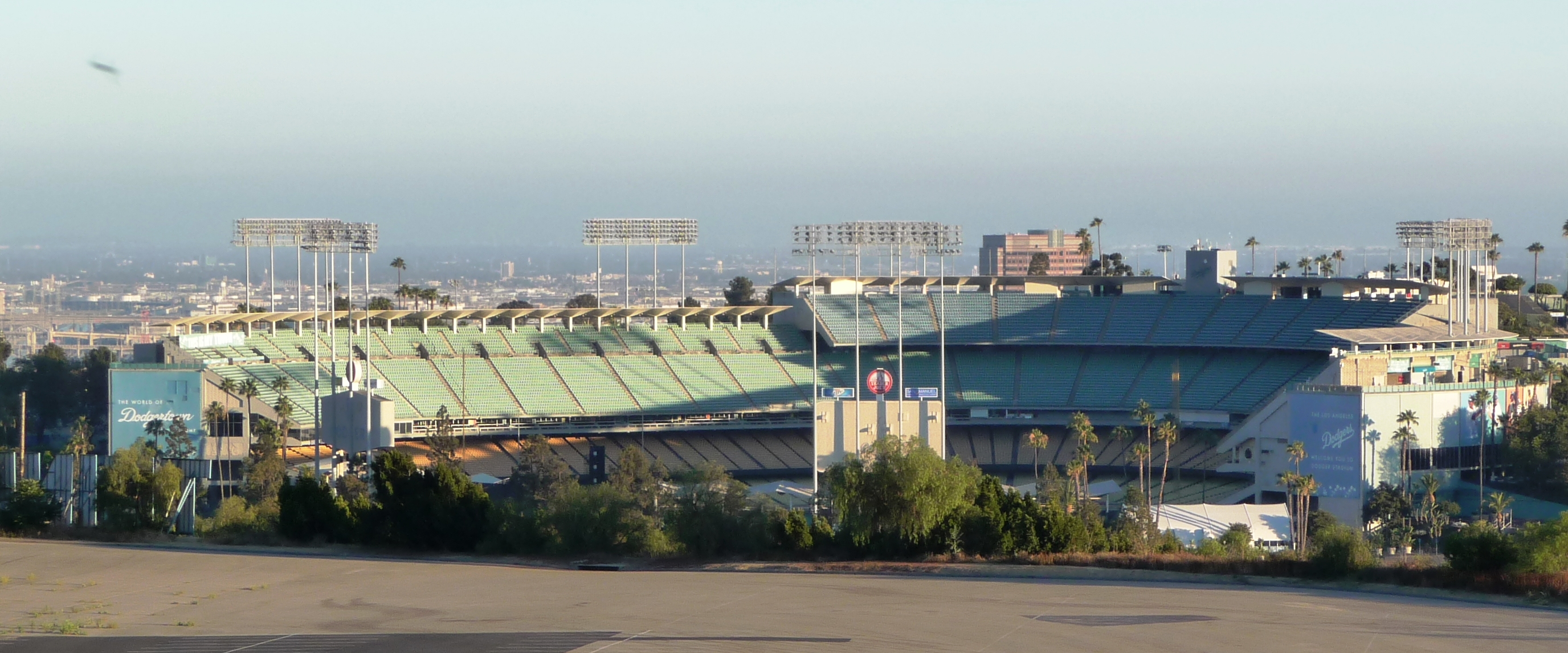
Das Dodger Stadium

## Stadion
Die Dodgers tragen ihre Heimspiele im Dodger Stadium in Los Angeles aus. Das 1962 eröffnete Stadion liegt nördlich von Downtown Los Angeles. Es wurde privat finanziert und kostete 23 Mio. US-Dollar. Es ist momentan das nach der Zuschauerkapazität größte Stadion der Major League Baseball. Nach dem Bostoner Fenway Park (1912) und dem Wrigley Field (1914) in Chicago ist es das drittälteste Stadion der Liga. In den Jahren 1962 bis 1965 mussten sich die Dodgers das Stadion mit den Los Angeles Angels teilen.

## Rivalitäten
Die Dodgers haben viele Rivalitäten die auf ihre frühen Jahren in New York zurückzuführen sind (New York Yankees, Philadelphia Phillies, San Francisco Giants). Eine große Rivalität entstand auch durch die regionale Nähe zu den Los Angeles Angels und San Diego Padres.

### San Francisco Giants
Die Rivalität zwischen den Dodgers und den Giants ist eine der am längsten bestehenden Rivalitäten im US-Baseball.
Die Fehde zwischen den Dodgers und den San Francisco Giants begann im späten 19. Jahrhundert, als beide Clubs in New York City ansässig waren, wobei die Dodgers in Brooklyn und die Giants auf den Polo Grounds in Manhattan spielten. Nach der Saison 1957 verlegte Dodgers-Eigentümer Walter O’Malley die Mannschaft aus finanziellen und anderen Gründen nach Los Angeles. Auf dem Weg dorthin gelang es ihm, Giants-Eigentümer Horace Stoneham, der einen Umzug seiner Mannschaft nach Minnesota in Erwägung zog, davon zu überzeugen, die Rivalität zu erhalten, indem er seine Mannschaft ebenfalls nach Kalifornien verlegte. Die New Yorker Baseball-Fans waren fassungslos und untröstlich über diesen Umzug. Da die Städte Los Angeles und San Francisco seit mehr als eineinhalb Jahrhunderten erbitterte Rivalen in Wirtschaft, Kultur und Politik sind, wurde der neue Spielort Kalifornien zum fruchtbaren Boden für seine Verlegung.

### Los Angeles Angels
Die Rivalität zwischen den Dodgers und den Angels ist auf die regionale Nähe der beiden Mannschaften zurückzuführen. Die Rivalität wird auch als Freeway Series bezeichnet. Die Freeway Series hat ihren Namen von dem massiven Autobahnsystem im Großraum Los Angeles. Der Begriff ähnelt der Subway Series, die sich auf Begegnungen zwischen New Yorker Baseballteams bezieht. Der Begriff „Freeway Series“ inspirierte auch den offiziellen Namen der NHL-Rivalität der Region: das Freeway Face-Off.

## Fans
Die Dodgers haben eine loyale Fangemeinde, was sich darin zeigt, dass die Dodgers das erste MLB-Team waren, das in einer Saison (1978) mehr als 3 Millionen Fans anzog, und diese Leistung sechs weitere Male vollbrachte, bevor es irgendein anderes Franchise einmal schaffte. Die Dodgers zogen in 15 aufeinanderfolgenden Spielzeiten von 1996 bis 2010 mindestens 3 Millionen Fans an, die längste Serie dieser Art in der gesamten MLB. Am 3. Juli 2007 gab das Management der Dodgers bekannt, dass die Gesamtzahl der Franchise-Besucher, die bis 1901 zurückreicht, 175 Millionen erreicht hatte. Im Jahr 2007 stellten die Dodgers einen Franchise-Rekord für die Einzelsaison auf und zogen mehr als 3,8 Millionen Fans an.
Aufgrund der Nähe der Mannschaft zu Hollywood sind bei den Heimspielen im Dodger Stadium oft zahlreiche Prominente zu sehen. Berühmtheiten wie Mitbesitzer Magic Johnson, Mary Hart, Larry King, Tiger Woods, Alyssa Milano und Shia LaBeouf sind dafür bekannt, dass sie auf Logenplätzen hinter der Home Plate sitzen und Autogramme für andere Dodger-Fans geben.
Die Dodgers stellten am 28. März 2008 im Los Angeles Memorial Coliseum zu Ehren des 50-jährigen Jubiläums der Dodgers in Los Angeles den Weltrekord für die meisten Besucher eines einzelnen Baseball-Spiels auf, als 115.300 Fans anwesend waren. Der gesamte Erlös des Spiels kam der offiziellen Wohltätigkeitsorganisation der Dodgers zugute, die die Krebsforschung im Kinderkrankenhaus von Los Angeles und im City of Hope National Medical Center unterstützt.

### Mitglieder der Baseball Hall of Fame

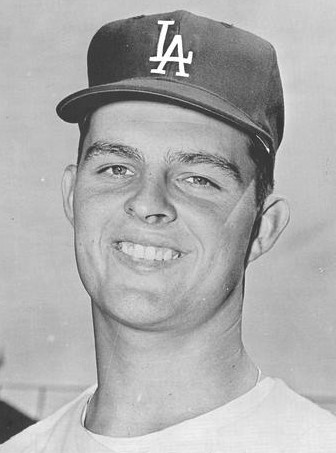
Hall of Fame P Don Drysdale (1956–1969)

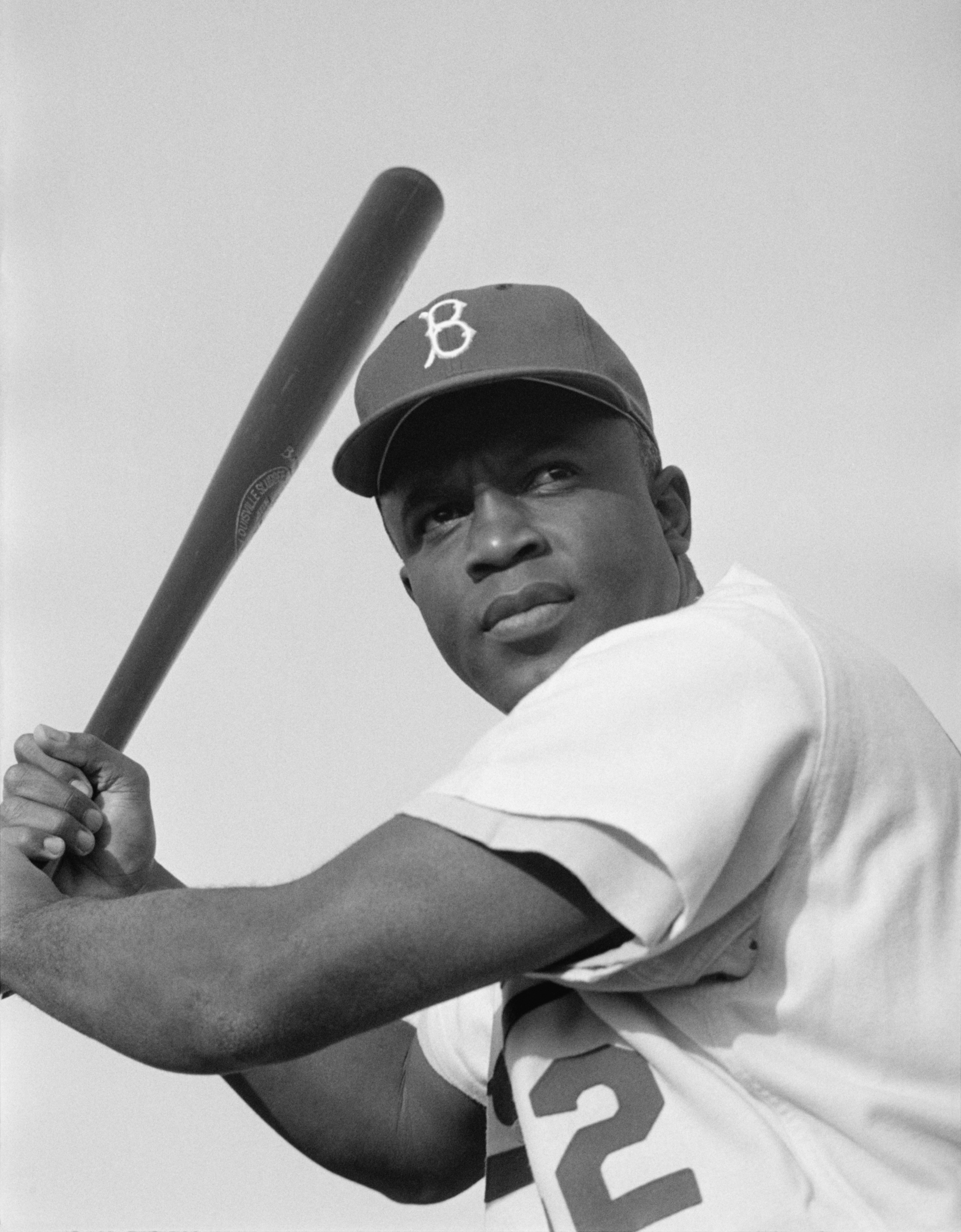
Hall of Fame 2B Jackie Robinson (1947–1956)

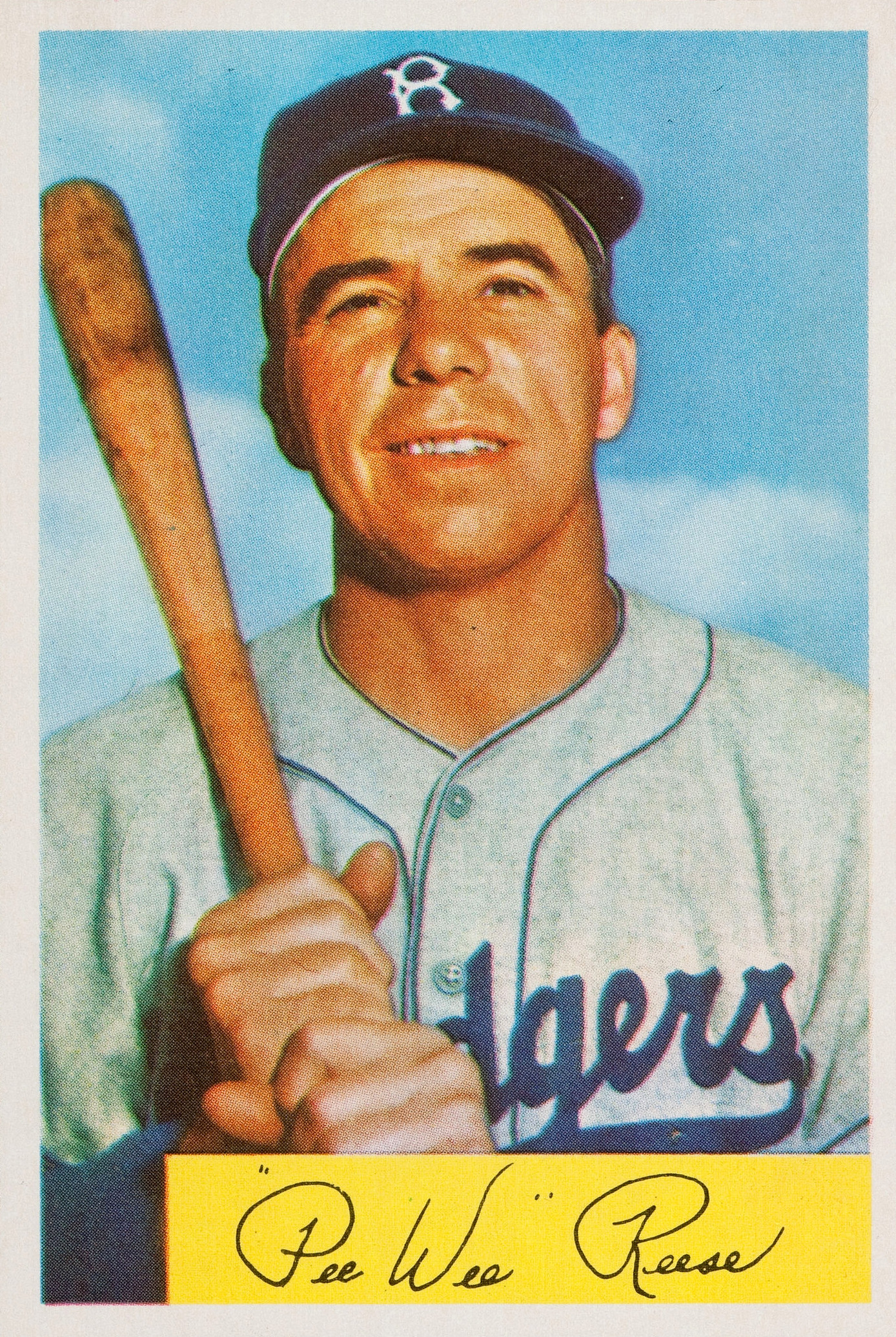
Hall of Fame SS Pee Wee Reese (1940–1942, 1946–1958)

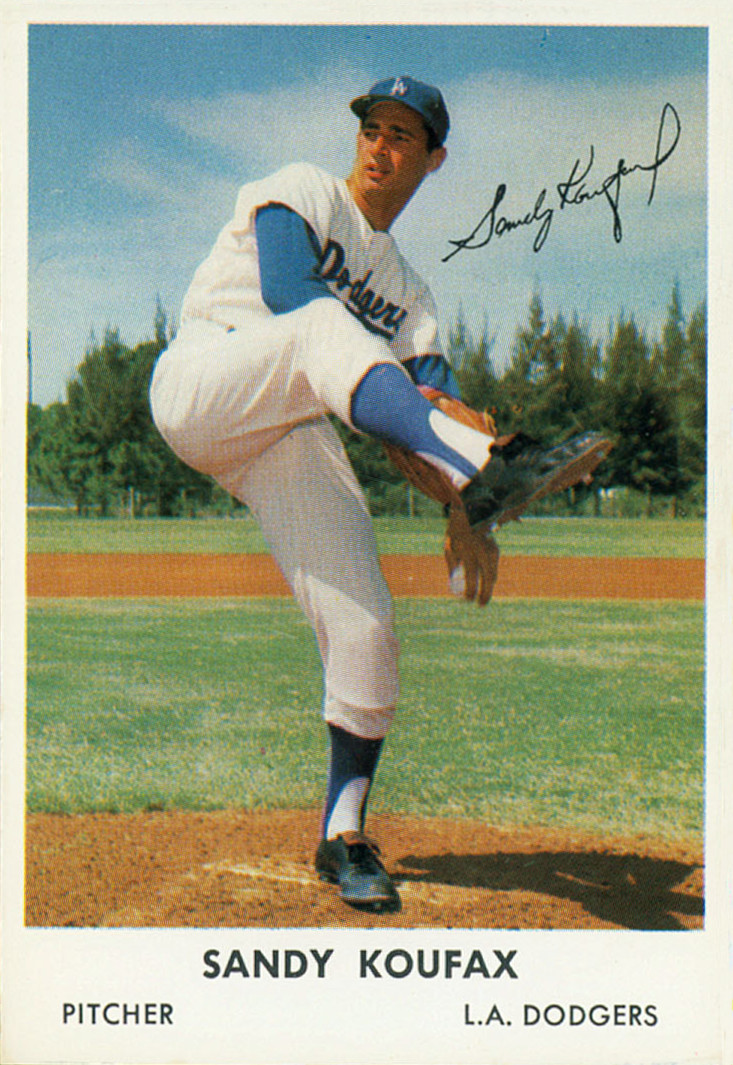
Hall of Fame P Sandy Koufax (1955–1966)

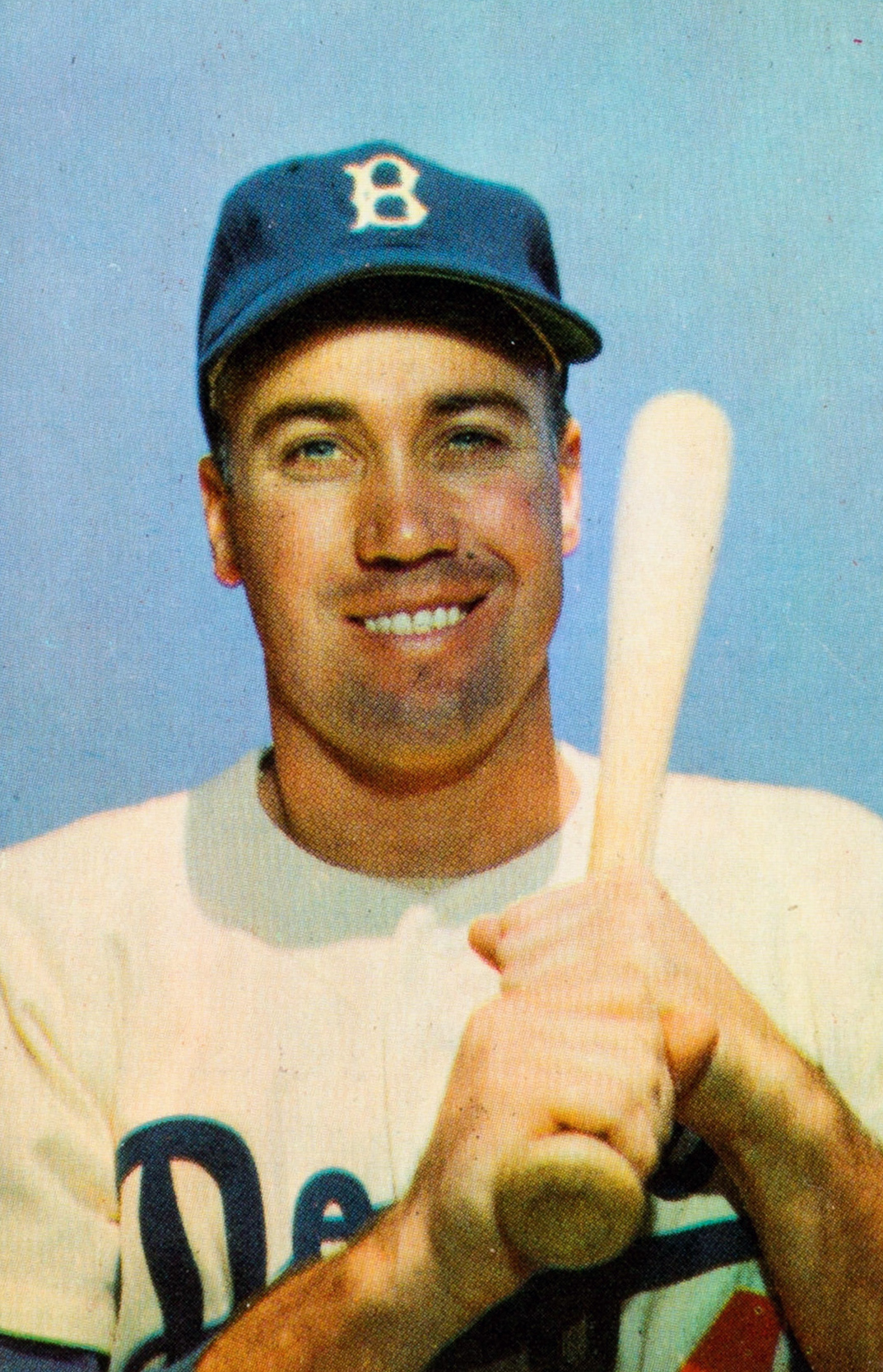
Hall of Fame OF Duke Snider (1947–1962)

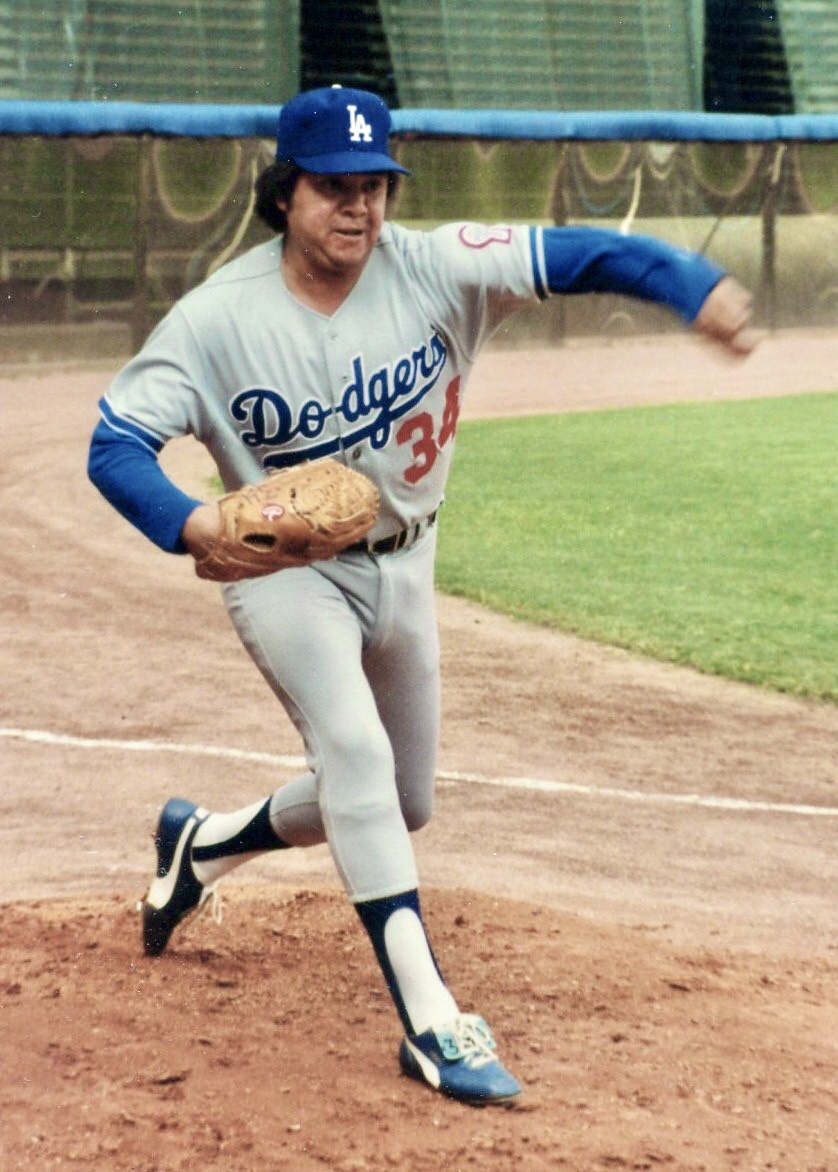
Fernando Valenzuela (1980–1990)

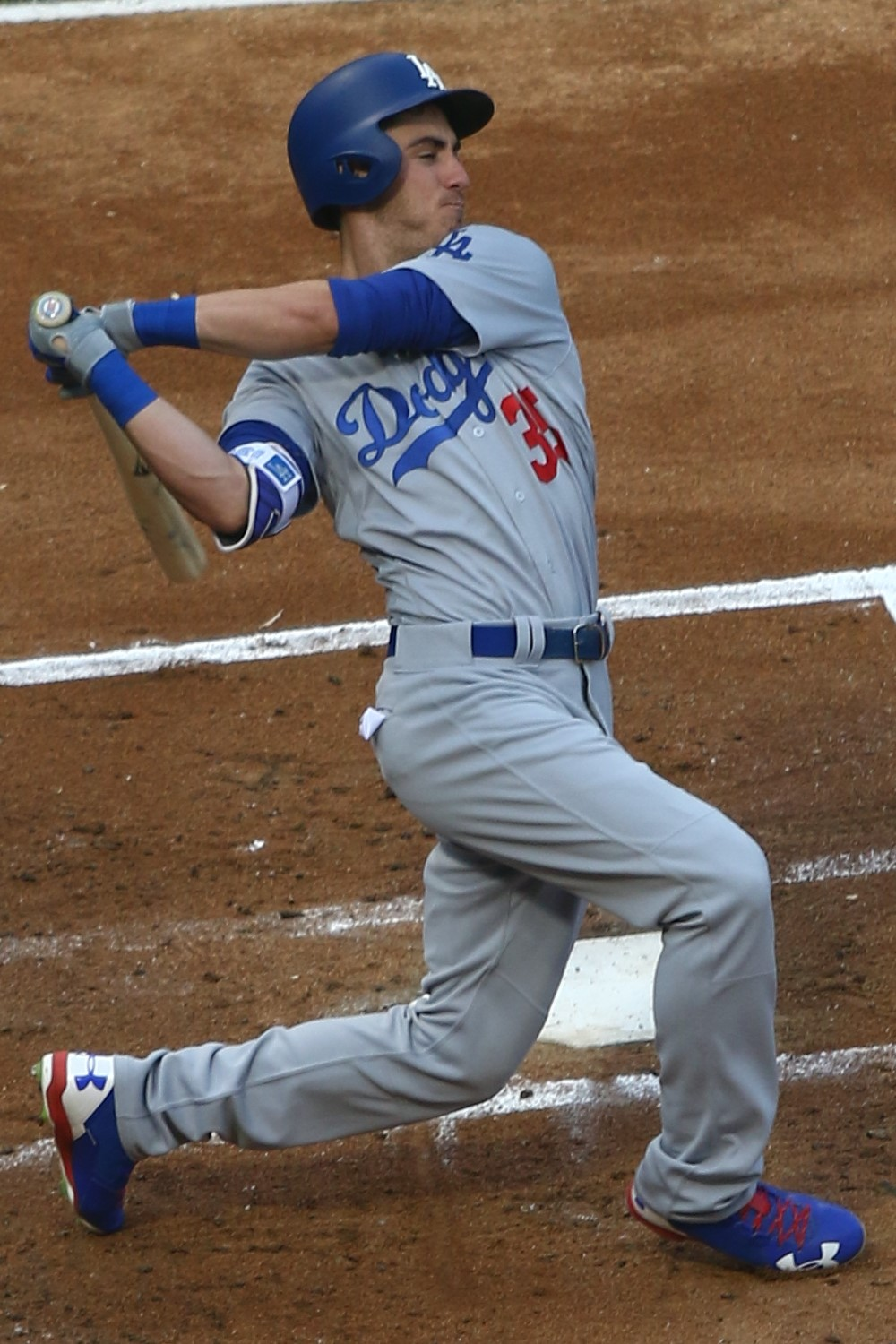
Cody Bellinger (seit 2017)

## Erfolge und Auszeichnungen

### Awards
Most Valuable Player (NL)
- Brooklyn
  - Jake Daubert (1913)
  - Dazzy Vance (1924)
  - Dolph Camilli (1941)
  - Jackie Robinson (1949)
  - Roy Campanella (1951)
  - Roy Campanella (1953)
  - Roy Campanella (1955)
  - Don Newcombe (1956)
- Los Angeles
  - Maury Wills (1962)
  - Sandy Koufax (1963)
  - Steve Garvey (1974)
  - Kirk Gibson (1988)
  - Clayton Kershaw (2014)
  - Cody Bellinger (2019)

World Series MVP
- Johnny Podres (1955)
- Larry Sherry (1959)
- Sandy Koufax (1963)
- Sandy Koufax (1965)
- Ron Cey, Pedro Guerrero und Steve Yeager (1981)
- Orel Hershiser (1988)
- Corey Seager (2020)
- Freddie Freeman (2024)

Cy Young Award (NL)
- Brooklyn
  - Don Newcombe (1956)
- Los Angeles
  - Don Drysdale (1962)
  - Sandy Koufax (1963)
  - Sandy Koufax (1965)
  - Sandy Koufax (1966)
  - Mike Marshall (1974)
  - Fernando Valenzuela (1981)
  - Orel Hershiser (1988)
  - Éric Gagné (2003)
  - Clayton Kershaw (2011)
  - Clayton Kershaw (2013)
  - Clayton Kershaw (2014)

Rookie of the Year Award (NL)
- Brooklyn
  - Jackie Robinson (1947)
  - Don Newcombe (1949)
  - Joe Black (1952)
  - Jim Gilliam (1953)
- Los Angeles
  - Frank Howard (1960)
  - Jim Lefebvre (1965)
  - Rick Sutcliffe (1979)
  - Steve Howe (1980)
  - Fernando Valenzuela (1981)
  - Steve Sax (1982)
  - Eric Karros (1992)
  - Mike Piazza (1993)
  - Raúl Mondessi (1993)
  - Hideo Nomo (1995)
  - Todd Hollandsworth (1996)
  - Corey Seager (2016)
  - Cody Bellinger (2017)

### Nicht mehr vergebene Nummern
|                                          |
| Pee Wee Reese SS Coach Seit 1. Juli 1984 |

|                                                 |
| Tommy Lasorda P Coach, Mgr Seit 15. August 1997 |

|                                  |
| Duke Snider CF Seit 6. Juli 1980 |

|                                                |
| Jim Gilliam 2B, 3B Coach Seit 10. Oktober 1978 |

|                                   |
| Don Sutton P Seit 14. August 1998 |

|                                         |
| Walter Alston Manager Seit 5. Juni 1977 |

|                                  |
| Sandy Koufax P Seit 4. Juni 1972 |

|                                            |
| Fernando Valenzuela P Seit 11. August 2023 |

|                                    |
| Roy Campanella C Seit 4. Juni 1972 |

|                                      |
| Jackie Robinson 2B Seit 4. Juni 1972 |

|                                  |
| Don Drysdale P Seit 1. Juli 1984 |

|                                           |
| Vin Scully Broadcaster Geehrt 3. Mai 2017 |

|                                                |
| Jaime Jarrín Broadcaster Geehrt 21. Sept. 2018 |

## Personal

### Manager

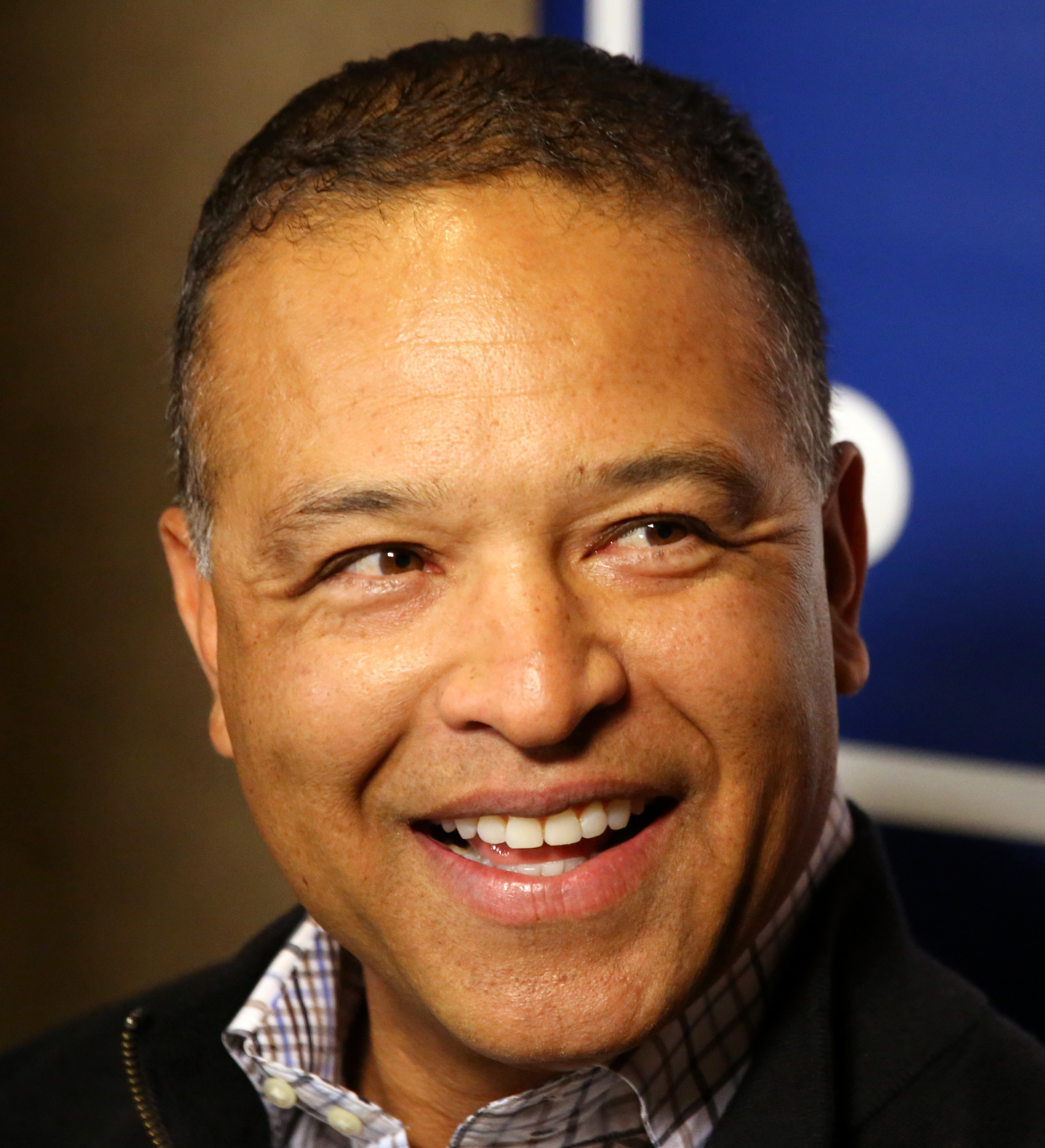
Dave Roberts ist seit 2016 Manager der Dodgers

Seit der Gründung 1883 hatten die Dodgers insgesamt 31 Manager. Seit 2016 besetzt Dave Roberts diese Position.
Zwischen 1954 und 1996, fast 43 Jahre lang, beschäftigten die Dodgers mit Walter Alston und Tommy Lasorda nur zwei Manager. Während dieses Zeitraums gewannen sie 11 ihrer 24 Titel in der National League sowie die ersten sechs World Series.
Die Manager der Los Angeles Dodgers (seit 1958):
- Walter Alston (1958–1976)
- Tommy Lasorda (1976–1996)
- Bill Russell (1996–1998)
- Glenn Hoffman (1998)
- Davey Johnson (1999–2000)
- Jim Tracy (2001–2005)
- Grady Little (2006–2007)
- Joe Torre (2008–2010)
- Don Mattingly (2011–2015)
- Dave Roberts (seit 2016)

### General Manager
- Larry MacPhail (1938–1942)
- Branch Rickey (1943–1950)
- Buzzie Bavasi (1950–1968)
- Fresco Thompson (1968)
- Al Campanis (1968–1987)
- Fred Claire (1987–1998)
- Tommy Lasorda (1998)
- Kevin Malone (1999–2001)
- Dave Wallace (2001)
- Dan Evans (2001–2004)
- Paul DePodesta (2004–2005)
- Ned Colletti (2005–2014)
- Farhan Zaidi (2014–2018)
- Brandon Gomes (seit 2022)

### Präsidenten
- Charlie Byrne (1883–1897)
- Charles Ebbets (1898–1925)
- Edward McKeever (1925, interim)
- Wilbert Robinson (1925–1929)
- Frank B. York (1930–1932)
- Stephen McKeever (1933–1938)
- Larry McPhail (1939–1942)
- Branch Rickey (1943–1950)
- Walter O’Malley (1950–1970)
- Peter O’Malley (1970–1997)
- Bob Graziano (1998–2004)
- Jamie McCourt (2004–2009)
- Dennis Mannion (2009–2010)
- Stan Kasten (seit 2012)

## Minor-League-Teams der Los Angeles Dodgers
Zum Franchise der Dodgers gehören folgende Minor-League-Teams:
- AAA: Oklahoma City Baseball Club, Oklahoma City, Oklahoma
- AA: Tulsa Drillers, Tulsa, Oklahoma
- High-A: Great Lakes Loons, Midland, Michigan
- Low-A: Rancho Cucamonga Quakes, Rancho Cucamonga, Kalifornien
- Rookie: Arizona Complex League Dodgers, Arizona
- Rookie: Dominican Summer League Dodgers Bautista, Dominikanische Republik
- Rookie: Dominican Summer League Dodgers Mega, Dominikanische Republik